# Pallastunturi

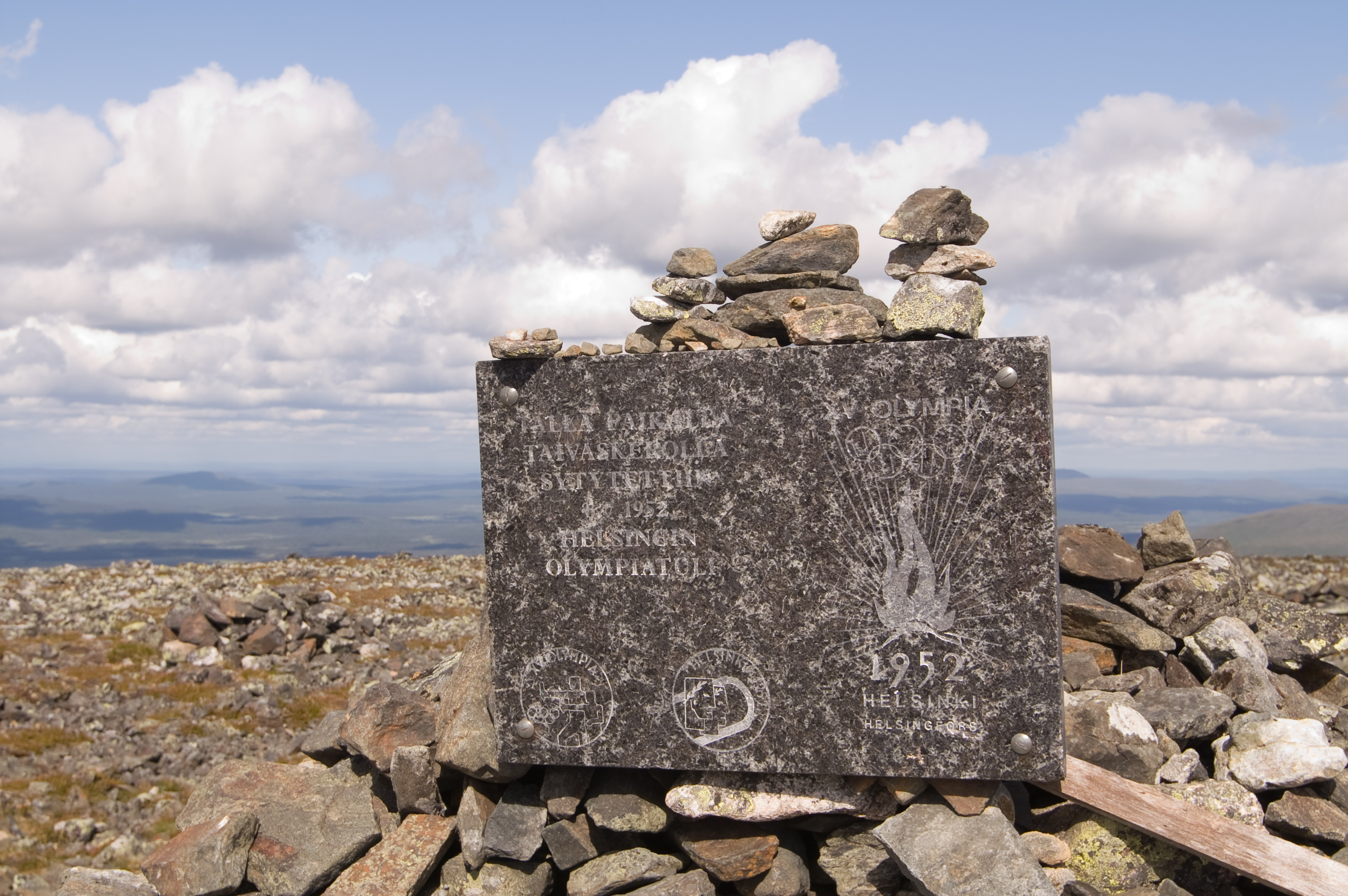
Minnesmärke över tändandet av en olympisk fackla i Pallastunturi 1952

Pallastunturi är ett bergsmassiv med sju bergstoppar i Muonio och Enontekis kommuner i Lappland i Finland. Högsta toppen är Taivaskero, som är 807 meter över havet. 
Pallastunturi ligger i den södra delen av vad som var Pallas-Ounastunturi nationalpark, bildad 1938. Området är sedan 2005 en del av den 102 000 hektar stora Pallas-Yllästunturi nationalpark i Enontekis, Kittilä, Muonio och Kolari kommuner. Forststyrelsens besökscentrum uppfördes 1977. 
Det första turisthotellet i Pallastunturi, ritat av Väinö Vähäkallio och Aulis Hämäläinen, byggdes i funktionalistisk stil 1938 av Turistföreningen i Finland. Det förstördes av tyska armén vid dess reträtt från finska Lappland i oktober 1944. Ett nytt turisthotell, Hotell Pallas, ritat av Jouko Ylihannu, öppnades 1948.

## Den olympiska elden 1952
En andra olympisk fackla till Olympiska sommarspelen 1952 i Helsingfors tändes på toppen av Taivaskero vid midnatt den 6 juli 1952. Facklan tändes av strålar från midnattssolen och bars till Torneå, där den förenades med huvudfacklan, som hade tänts i Olympia i Grekland.

## Toppar i Pallastunturi

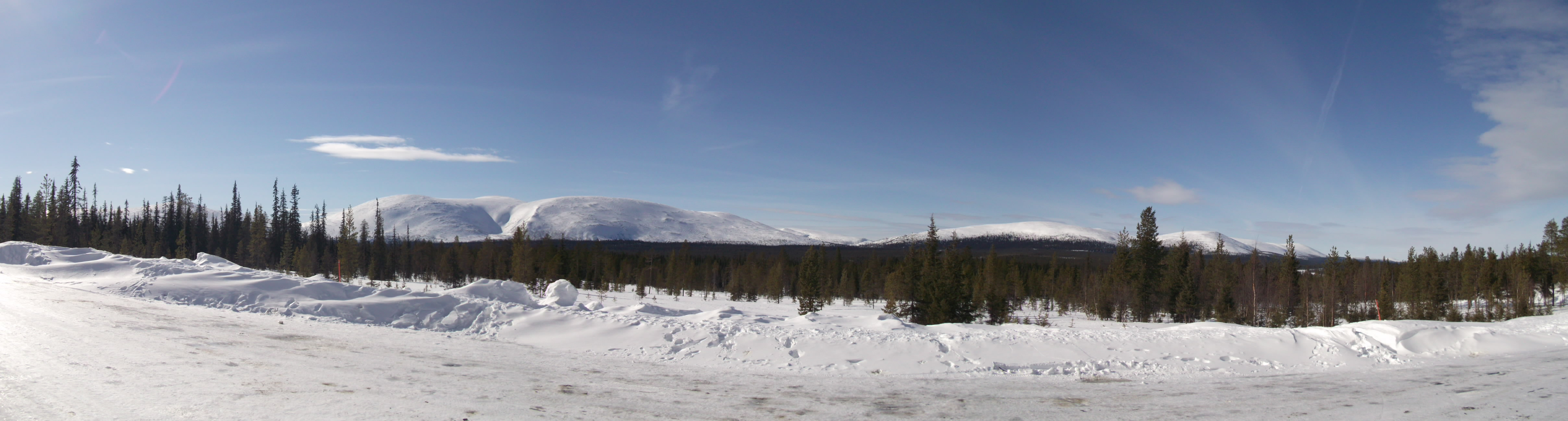
Pallas från nordost mars 2017.

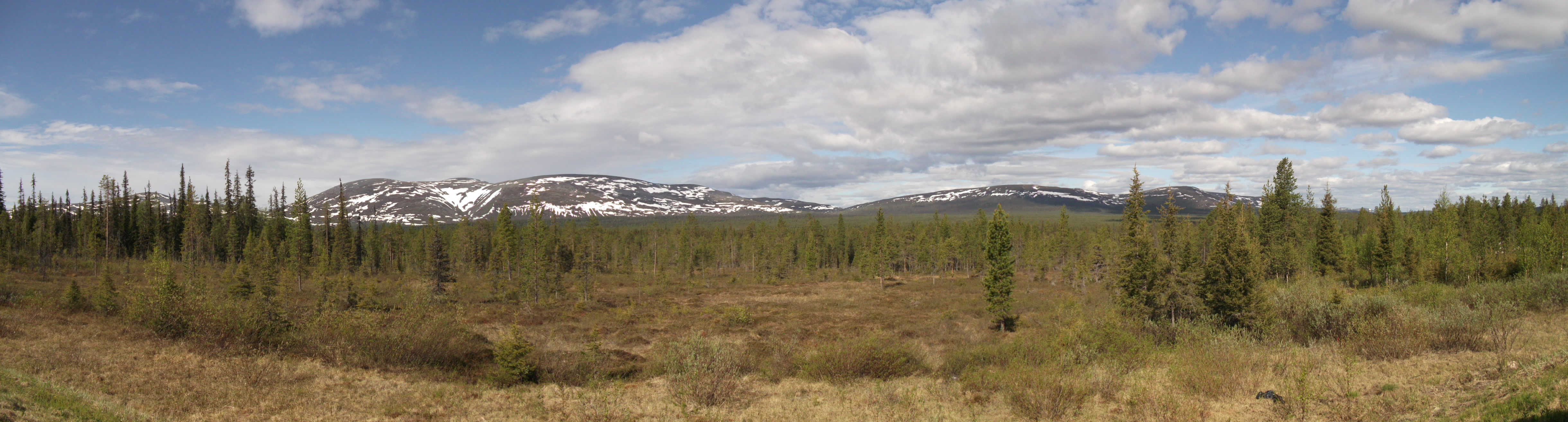
Pallas från nordost juni 2017.

- Taivaskero, 807 meter över havet
- Pyhäkero, 778 meter över havet
- Laukukero, 766 meter över havet
- Lehmäkero, 747 meter över havet
- Palkaskero, 707 meter över havet
- Orotuskero, 687 meter över havet
- Pallaskero, 646 meter över havet

## Bildgalleri

Bergsmassivet Pallastunturi
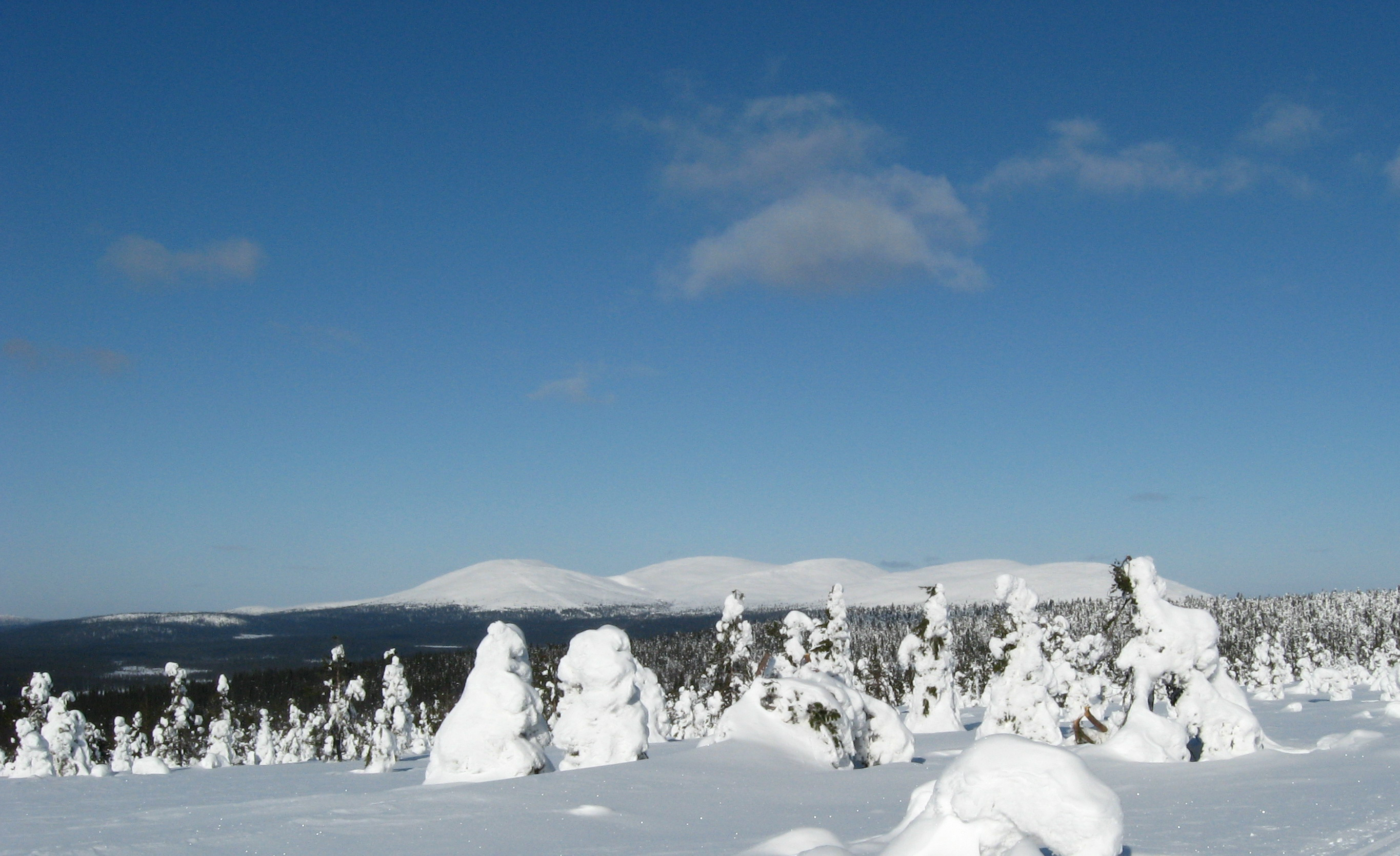
Från vänster Laukukero, Taivaskero, Pyhäkero, Palkaskero och Pallaskero
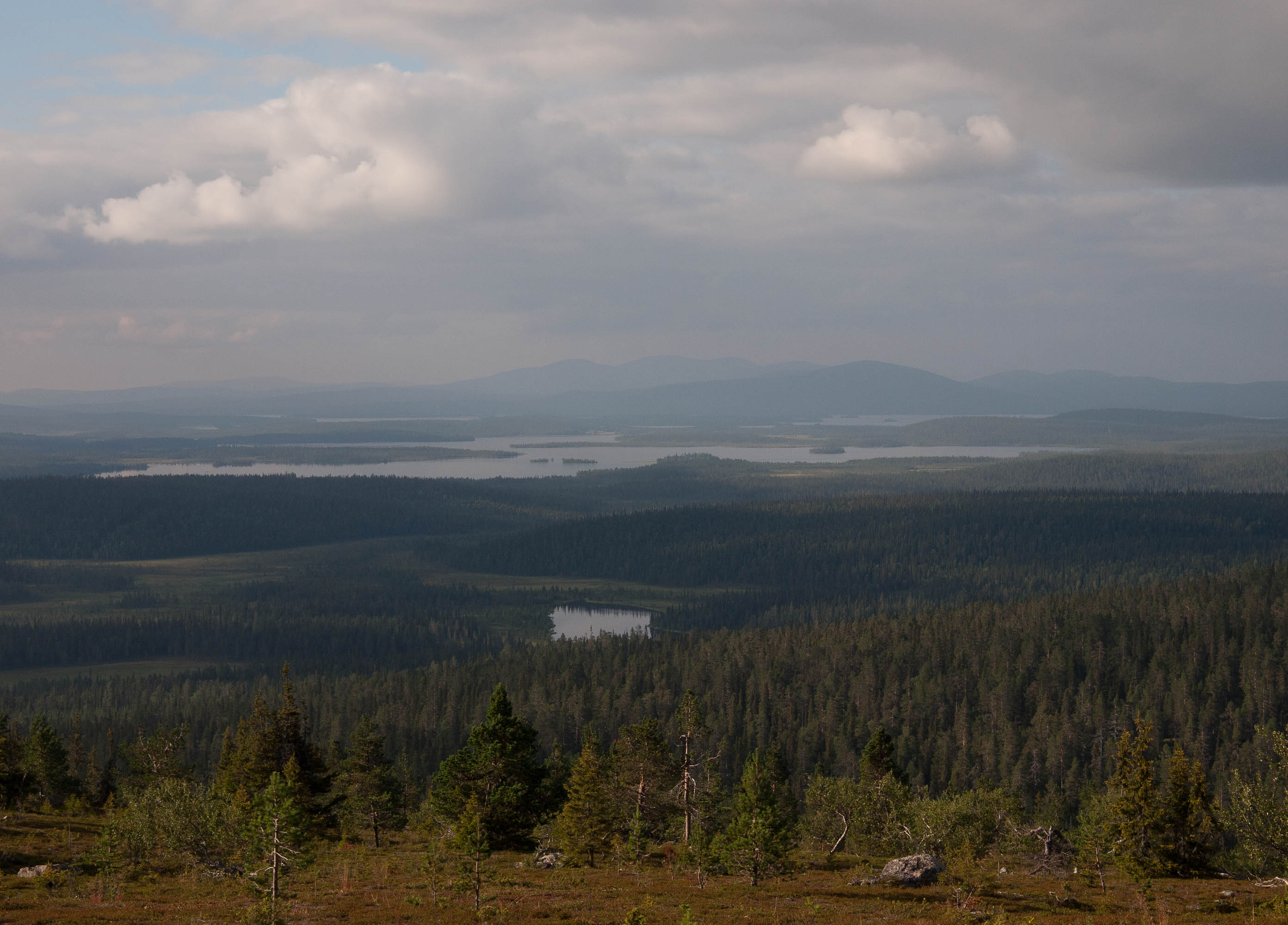
Pallastunturi från berget Äkäskero
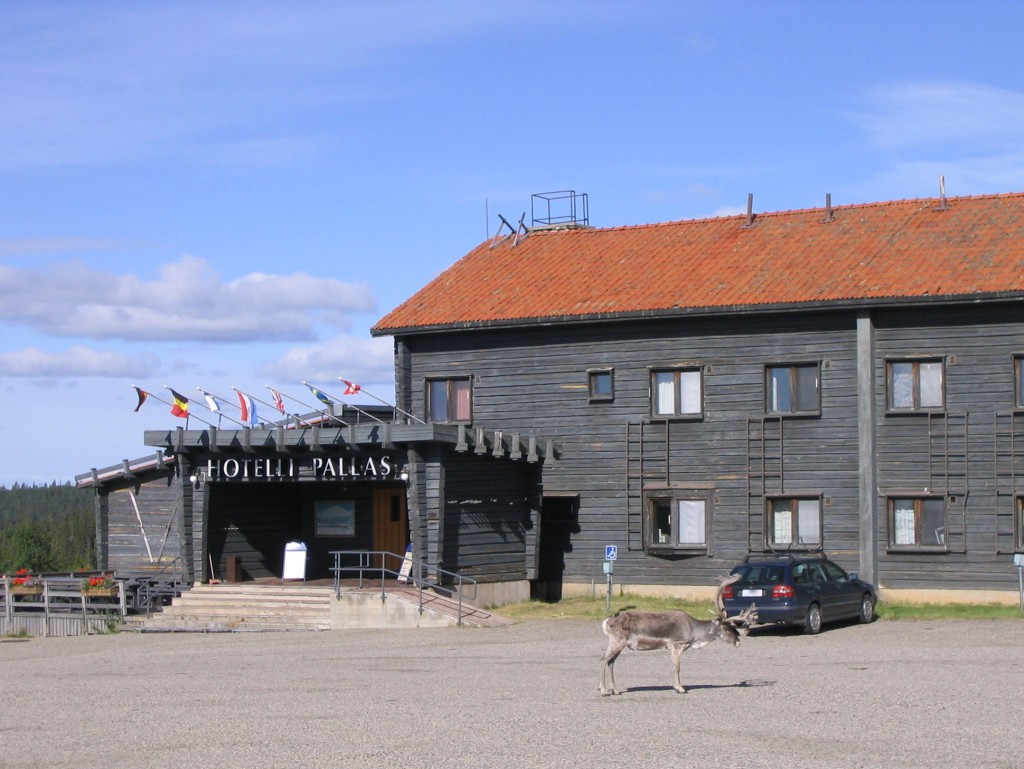
Hotell Pallas
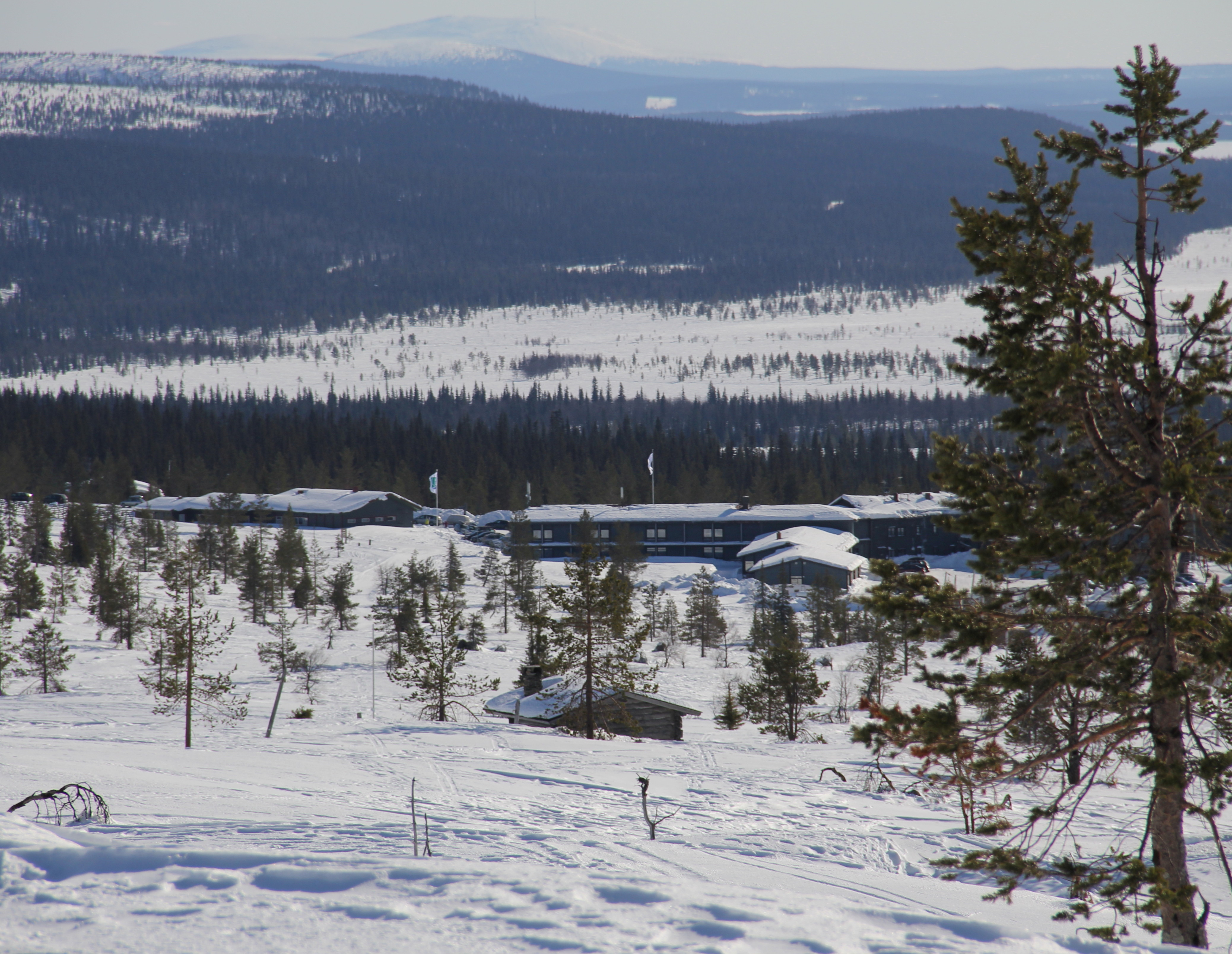
Hotell Pallas
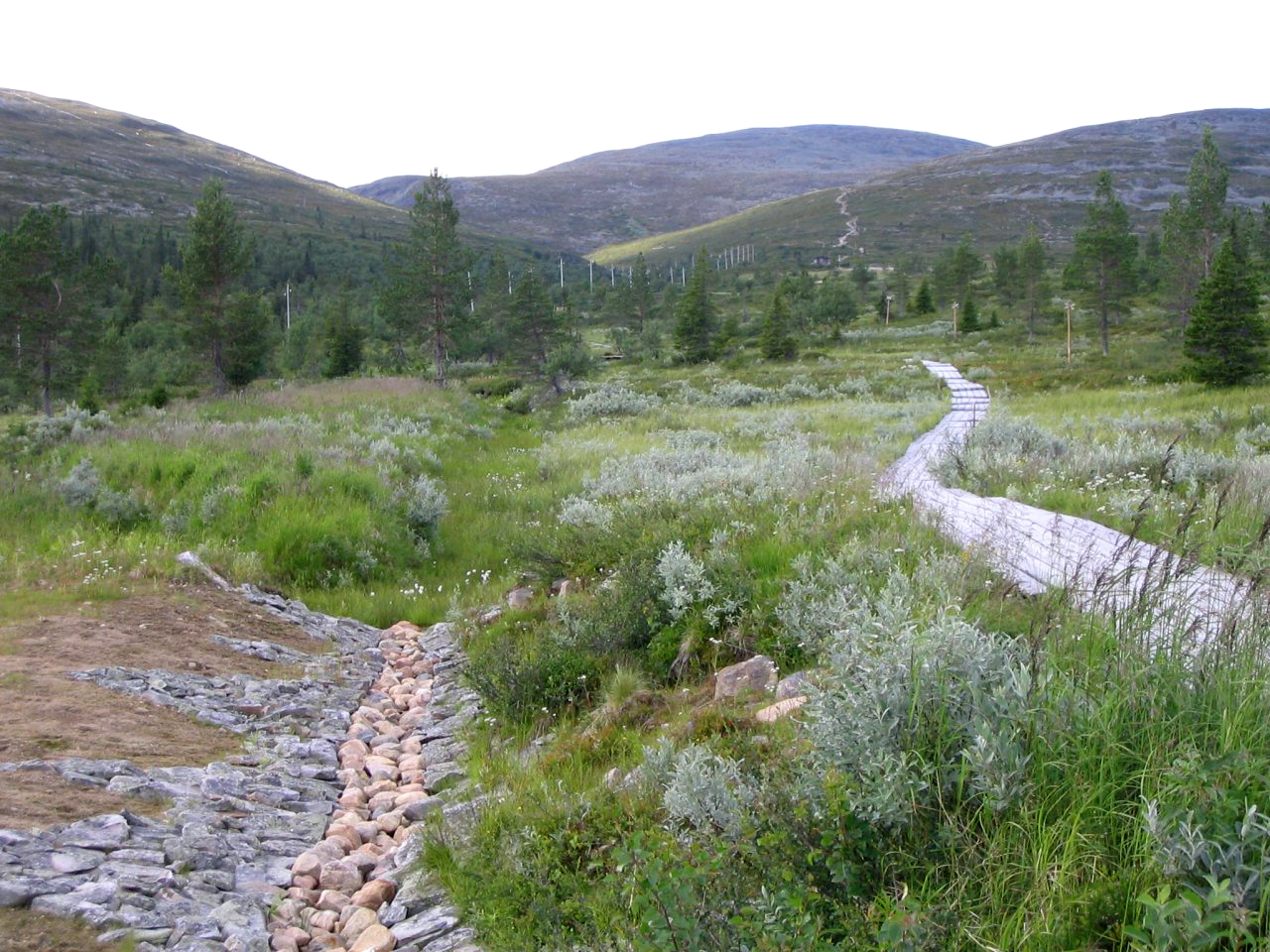
Vandringsled in i bergsmassivet. Till vänster Laukukero, till höger Pyhäkero och rakt fram Taivaskero.
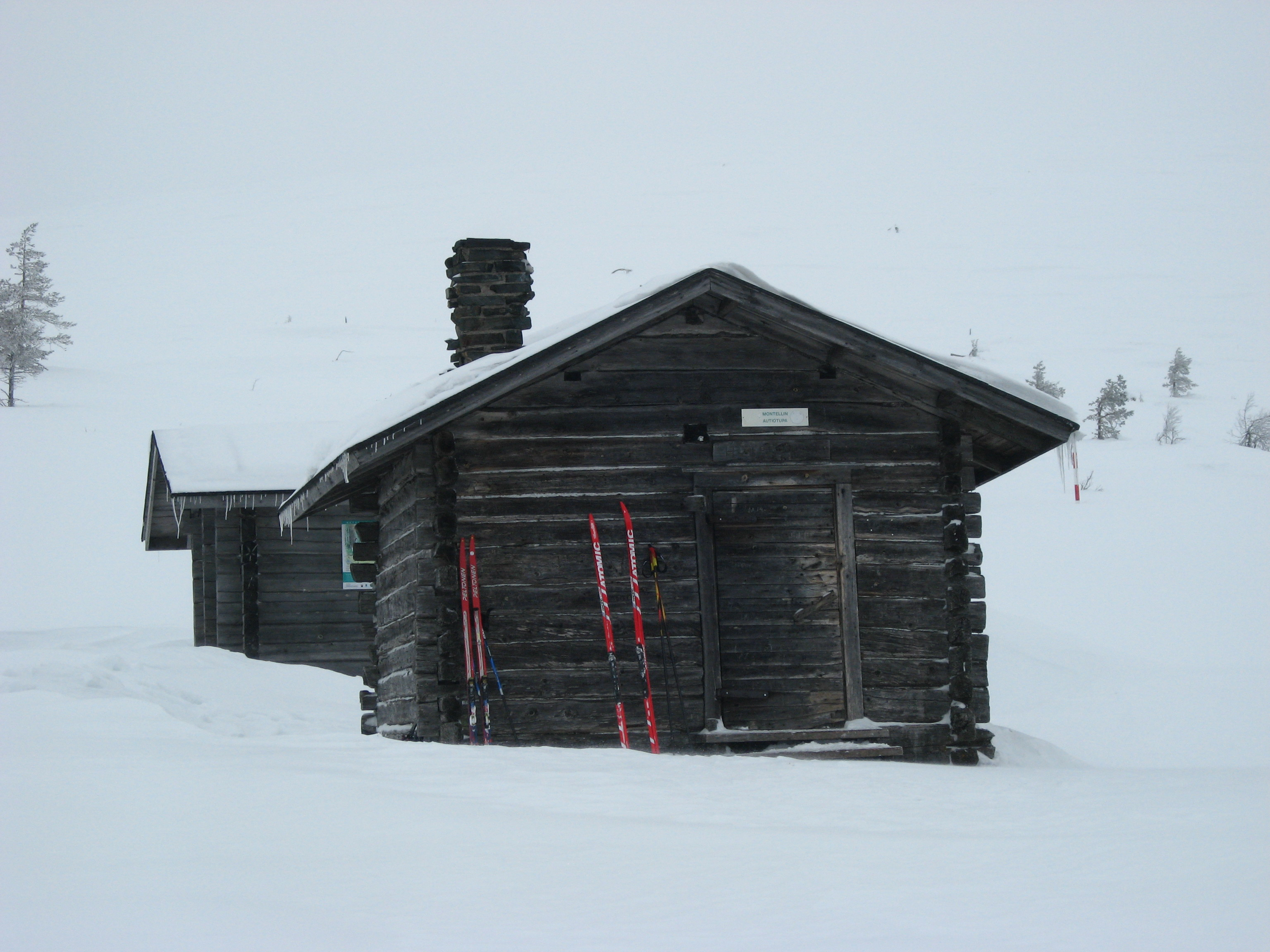
Montell-hyttan